# Andrij Holowko

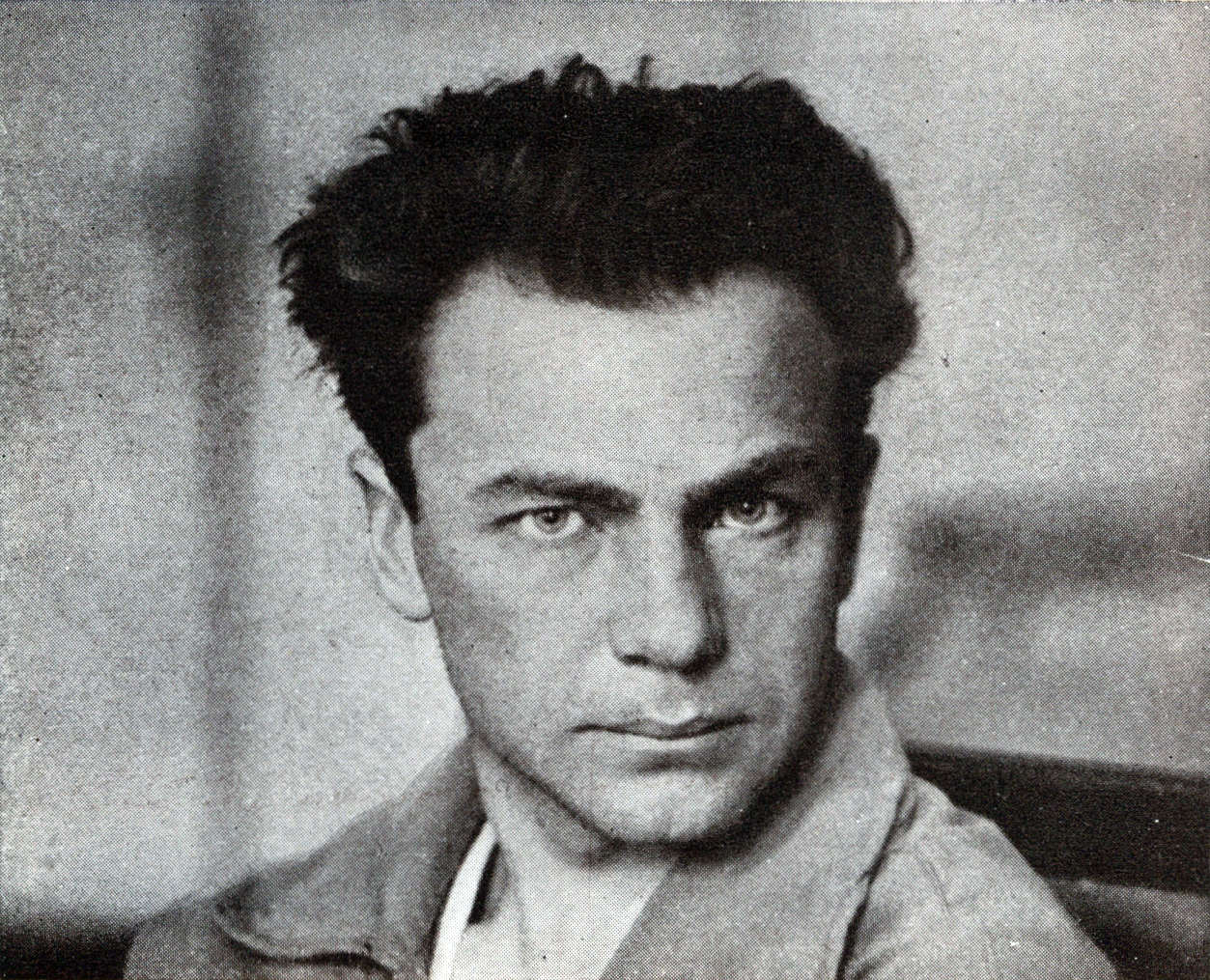
Andrij Holowko

Andrij Wassylowytsch Holowko, (ukrainisch Андрій Васильович Головко, russisch Андрей Васильевич Головко/Andrei Wassiljewitsch Golowko; * 21. November 1897 in Jyrky, Gouvernement Poltawa, Russisches Kaiserreich; † 5. Dezember 1972 in Kiew, Ukrainische SSR) war ein ukrainischer Schriftsteller.

## Leben
Nach abgebrochener Ausbildung der Realschule ging Holowko 1915 auf die Kadettenschule in Tschuhujiw. Im gleichen Jahr, nach der Ausbildung, ging er als Soldat an die Front des Ersten Weltkrieges und nahm an Gefechten bei Rawa-Ruska (bei Lemberg) teil. 1917, während der Oktoberrevolution, wurde er ins Revolutionäre Soldatenkomitee der Stadt Torschok gewählt. Nach Rückkehr in die Ukraine unterrichtete er an Dorfschulen. 1919 erschien sein erster Gedichtband „Samocvity“.
Er kämpfte auf Seiten der Armee der Ukrainischen Volksrepublik für die ukrainische Unabhängigkeit. 1920 trat er freiwillig der Roten Armee bei. Während eines psychotischen Anfalls ermordet er seine Frau und seine sechsjährige Tochter und begab sich in psychiatrische Behandlung.
Mitte der 1920er Jahre wurde er Mitglied der literarischen Organisation „Pluh“ und hatte in dieser Zeit seine kreativste Schaffensphase, in der er unter anderem auch seine bekanntesten Werke „Burjan“ und „Pylypko“ veröffentlichte.
Als Vertreter der Arbeiter- und Bauernliteratur waren seine Werke von Revolutionsromantik geprägt. Sie bedienen Charakteristika des sozialistischen Realismus.
Andrij Holowko starb am 5. Dezember 1972 in Kiew und wurde dort auf dem Baikowe-Friedhof beigesetzt.

## Werke
- Samocvity (1919)
- Pylypko (1923)
- Červona Chustyna (1924) (deutsch: „Das rote Kopftuch“ Berlin 1963)
- Burjan (1927)
- Maty (1932) (deutsch: „Die Mutter“ Kiew 1938)
- Artem Garmaš (1951)